# Funiculaire Sakamoto
Le funiculaire Sakamoto (坂本ケーブル, Sakamoto Kēburu), officiellement ligne Hieizan Railway (比叡山鉄道線, Hieizan Tetsudō-sen), est un funiculaire situé sur les pentes du mont Hiei à Ōtsu, dans la préfecture de Shiga au Japon. Il est exploité par la compagnie Hieizan Railway et permet d'accéder au monastère Enryaku-ji par le versant est.

## Histoire
Le funiculaire ouvre en 15 mars 1927.

## Caractéristiques

### Ligne
Le funiculaire se compose d'une voie unique avec évitement central. D'une longueur de 2 km, c'est le plus long funiculaire au Japon.
- Longueur : 2,025 km
- Dénivelé : 484 m
- Pente : 33,3 %
- Écartement rails : 1 067 mm
- Nombre de gares : 4

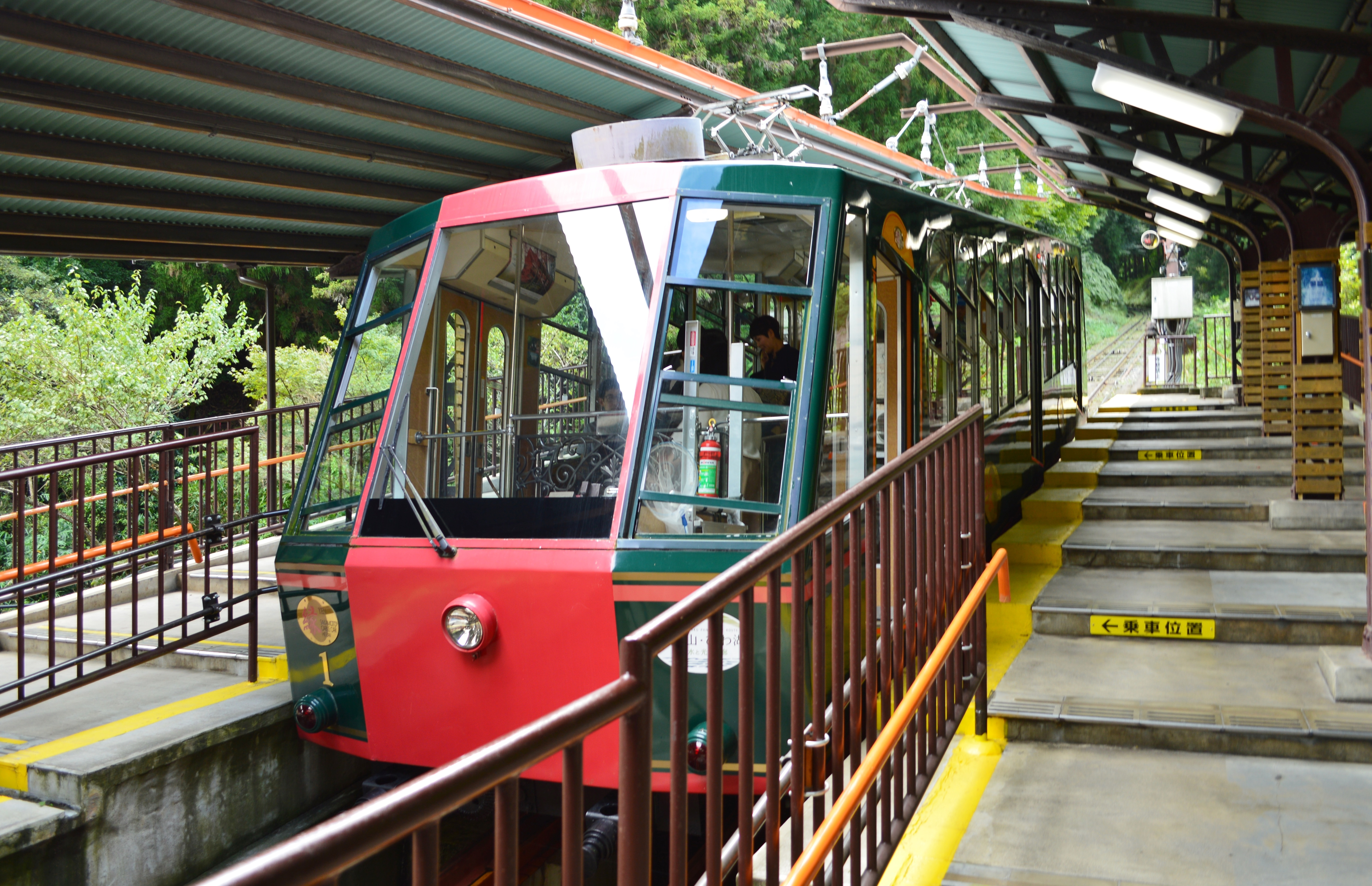
La gare basse de Cable Sakamoto.
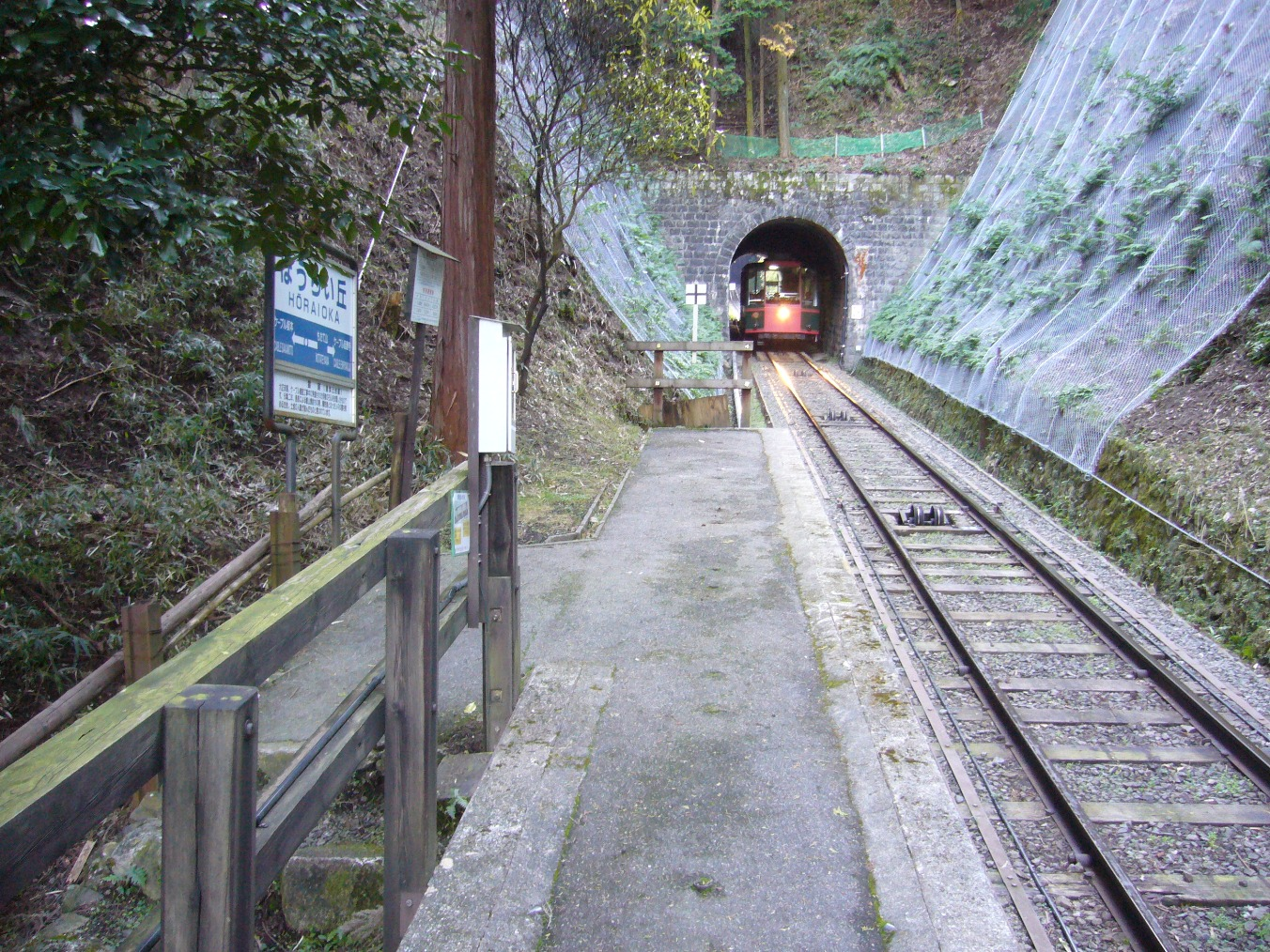
La gare de Hōraioka.
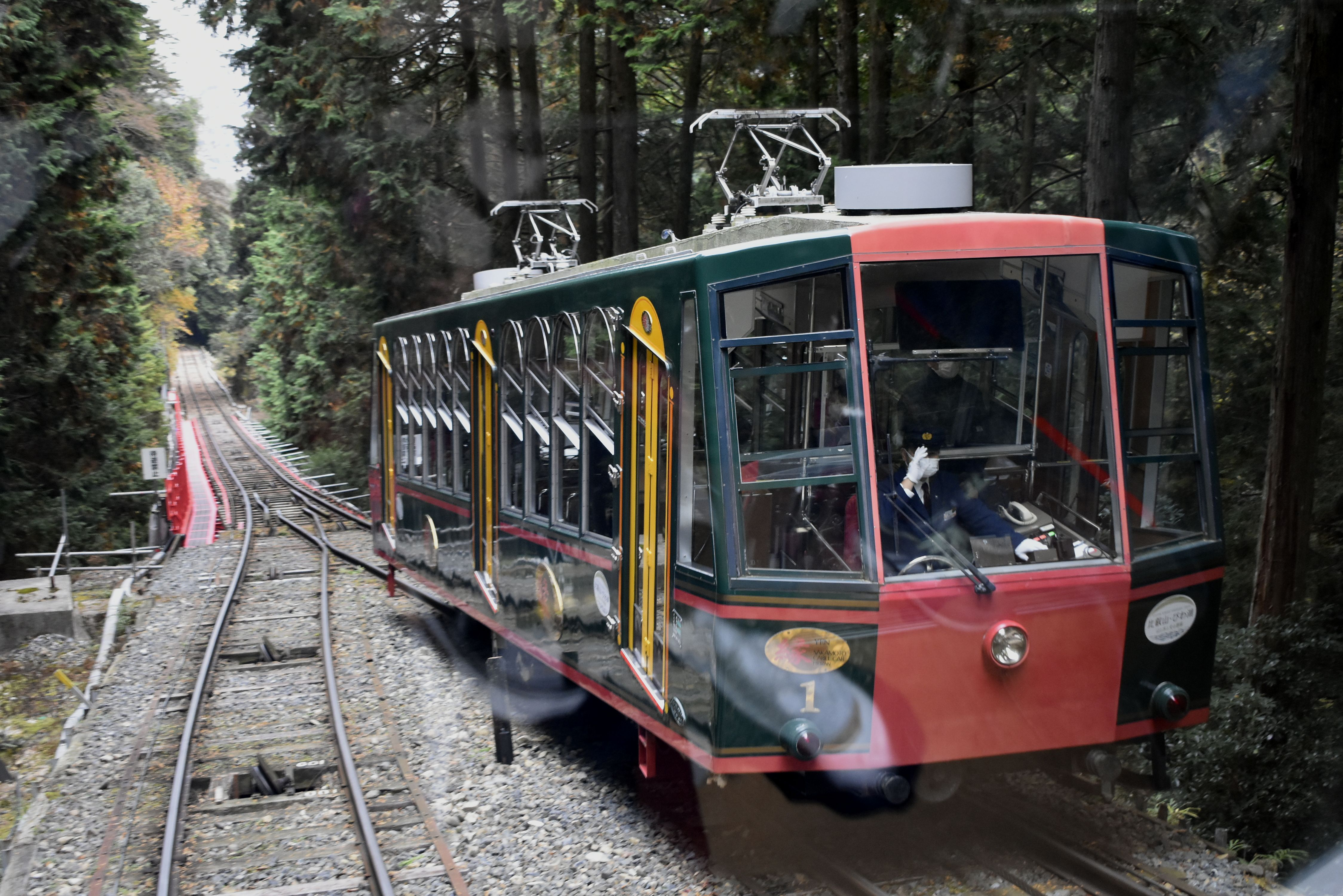
L'évitement central.

### Liste des gares
| Gare            | Nom japonais   | Distance (km) | Correspondances                                      | Localisation |
| --------------- | -------------- | ------------- | ---------------------------------------------------- | ------------ |
| Cable Sakamoto  | ケーブル坂本   | 0             | Keihan : Ishiyama Sakamoto (à Sakamoto-Hieizanguchi) | Ōtsu         |
| Hōraioka        | ほうらい丘     | 0,3           |                                                      | Ōtsu         |
| Motateyama      | もたて山       | 1,7           |                                                      | Ōtsu         |
| Cable Enryakuji | ケーブル延暦寺 | 2,0           |                                                      | Ōtsu         |